# Xadrez Courier

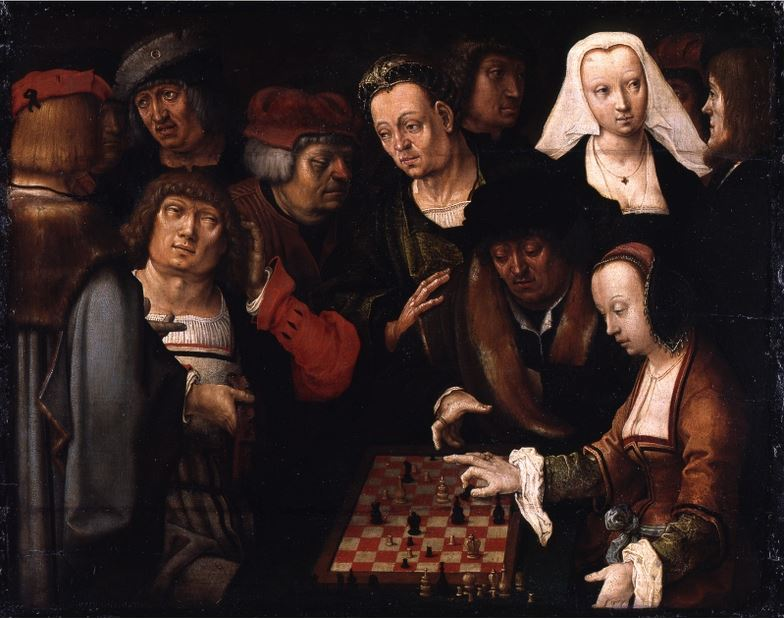
The Chess Players" por Lucas van Leyden

O Xadrez Courier é um jogo de tabuleiro variante do xadrez. A sua forma original é praticada a pelo menos 600 anos. Foi a primeira variante a utilizar o Bispo com o movimento moderno e foi provavelmente praticado como uma evolução do Xatranje. Wirnt von Gravenberg menciona o jogo no poema Wigalois de modo que este parece familiar ao leitor. Heinrich von Beringen, após aproximadamente 100 anos, menciona o jogo comum uma melhoria do xadrez e Kunrat von Ammenhausen, ainda na primeira metade do século XIV.
No início do século XVI Lucas van Leyden pintou o quadro chamado The Chess Players no qual retrata um mulher jogando com um homem uma partida do xadrez courier.  Gustavus Selenus, em seu livro de 1616 Das Schach- oder Königs-Spiel, menciona o jogo como uma das três formas de xadrez praticadas na vila de Ströbeck na Alemanha. Ele descreve o jogo em detalhes e desenha as peças embora os nomes nem sempre estejam de acordo com os diagramas.